# Adriana Fonseca
Adriana Fonseca Castellanos (Veracruz, 16 de março de 1979) é uma atriz mexicana. Ganhou o prêmio nos concursos de beleza "El Rostro del Heraldo", em 1997.

## Biografia
Começou sua carreira atuando em um show de televisão local. Aos 16 anos ela foi aceita no CEA (Centro de Educação Artística),  da Televisa no México. Ganhou o prêmio no concurso "El rostro de El Heraldo de México", seu grande êxito como atriz foi quando participou na telenovela La Usurpadora, juntamente com Fernando Colunga e Gabriela Spanic.
Adriana teve também um importante papel na novela Rosalinda, ao lado de Thalía, onde desempenhou a irmã de Rosalinda, Lucia. Ela teve seu primeiro papel como protagonista na telenovela Amigos x Siempre, ao lado de Ernesto Laguardia, Belinda, Martín Ricca e outros talentosos atores e atrizes, mas ela foi substituída pela atriz Lourdes Reyes no meio da telenovela, porque para os diretores, Adriana sempre se atrasava para as gravações.
Ela atuou em um combinado para telenovela com uma performance teatral "Mama nos guita los novios" com personalidades tão famosas como a atriz Angélica María, Hulio Alemán.
Adriana também teve alguns outros papéis em novelas como Gotita de amor e Preciosa, mas o papel da irmã de Rosalinda lhe deu uma enorme exposição. Adriana voltou a estrelar com René Strickler em dez episódios da telenovela chamada "Mujer Bonita", onde ela interpreta uma bela mulher chamada Charito.
Em 2007 Adriana teve nova oportunidade de atuar como protagonista, na telenovela Bajo las riendas del amor tendo como par romântico o ator Gabriel Soto..

## Telenovelas
| Ano       | Título                        | Personagem                        |
| --------- | ----------------------------- | --------------------------------- |
| 2024      | Papás por conveniencia        | Paulina Dorado Garzón de Angarita |
| 2021      | Mi fortuna es amarte          | Lucía Nieto Paz de Ramírez        |
| 2012-2013 | Corazón valiente              | Angela Valdez                     |
| 2007      | Bajo las riendas del amor     | Montserrat Linares                |
| 2005      | Contra viento y marea         | Sandra Serrano Rudell             |
| 2003-2004 | Mariana de la noche           | Tatiana Montenegro                |
| 2001      | Atrévete a olvidarme          | Andrea Rosales                    |
| 2001      | Mujer bonita                  | Charito                           |
| 2000      | Amigos x siempre              | Melissa Escobar                   |
| 1999      | Rosalinda                     | Lucia Pérez Romero                |
| 1998      | Más allá de la usurpadora     | Verónica Soriano                  |
| 1998      | La usurpadora                 | Verónica Soriano                  |
| 1998      | Preciosa                      | Vanessa                           |
| 1998      | Gotita de amor                | Paula                             |
| 1997      | Pueblo chico, infierno grande | Jovita                            |

## Séries
| Ano  | Título            | Personagem         |
| ---- | ----------------- | ------------------ |
| 2009 | 'Mujeres Asesinas | Cecilia, Prohibida |